# 1873

## أحداث
- تأسيس مدينة بورت مورسبي وتقع حاليا في بابوا غينيا الجديدة.
- تأسيس مدينة بلينو وتقع حاليا في الولايات المتحدة.
- تأسيس مدينة هاستينجس، نيوزيلندا وتقع حاليا في نيوزيلندا.
- 1 يناير: تأسيس مدينة ريتشموند هيل، أونتاريو وتقع حاليا في كندا.
- نهاية حرب مودوك في 4 يونيو 1873 والتي بدأت في 6 يوليو 1872.
- 22 أكتوبر - عقد تحالف بين إمبراطوريات ألمانيا، روسيا والإمبراطورية النمساوية-المجرية.

## مواليد
- آل سميث
- أحمد الشريف السنوسي
- ألفين فرويدنبرج
- ألكسي كاريل
- أوتو لوفي
- أوزوالد ويست
- أوغست جون باتيست شوفالييه
- إيفانو بونومي
- الأم باركر
- الطيب باشا
- جمال باشا
- جول ريميه
- حسونة العياشي
- سامي أفندي
- سيرجي رخمانينوف
- عبد الخالق ثروت
- فارس الخوري
- كووستي كاليو
- لويجي أمديو
- مولانا شوكت على
- محمد شكري الأسطواني
- مينوبه تاتسوكيتشي
- نجيب نصار
- هانس فون أويلر شلبين
- هنري باربوس
- ولي الدين يكن
- يوهانس فلهلم ينسن
- الملك عبد العزيز بن عبد الرحمن الفيصل آل سعود
- أبو الفيض الكتاني، فقيه ومتصوف وشاعر مغربي.
- توماس أندروز
- حسين بن نفيسة
- علي أبو الفتوح

## وفيات
- أوربانو راتاتسي
- الشيخ الحداد
- جون ستيوارت ميل
- جون وايت جيري
- جونز هوبكينز
- حميدة العمالي
- خوسيه أنتونيو بايز
- ديفيد ليفينغستون
- رفاعة الطهطاوي
- فرنسيس مراش
- لويس أغاسي
- محمد الرابع (علوي)
- يوستوس فون ليبيغ
- هنري بينز جونز، طبيب إنجليزي.